# نجلاء عنقاوي
نجلاء عنقاوي مصورة سعودية من مدينة جدة، بدأت باحتراف التصوير عام 2008، وحازت على عدد كبير من الجوئز العاليمة بالتصوير، هي عضوة في عدد من مؤسسات التصوير العالمية مثل جمعية التصوير الأمريكية، وتعد من المصورين العرب القلائل الذين حصلو على جوائز متعددة في مجال التصوير.

## العضوية
- عضو الجمعية الأمريكية للتصوير
- عضو في مجلة فوتو بلور fotoblur
- عضو بيت الفوتوغرافين السعودي
- عضو الاتحاد الدولي للتصوير (فياب)
- منسقة دولية لدى جمعية زميل الصورة الدولية بالولايات المتحدة الأمريكية التابعة ل فياب

## المشاركات والجوائز
المشاركات المحلية
- 2011 فزت بالمركز ( 5 ) في مسابقة جامعة طيبة بمناسبة اليوم الوطني 1431 هـ
- 2009 لمركز الثاني - مسابقة المعرض الجماعي الثالث للتصوير الضوئي «معالم من المملكة» التابعة لجمعية الثقافة والفنون فرع المدينة المنورة.
- 2009 المركز الأول في مسابقة ابحث وتعرف

المشاركات الخارجية
- وسام الشرف من المنظمة العالمية لفن التصوير الفوتوغرافي فياب في مسابقة Circuit exhibition عام 2015.[1]